# Polydora magna
Polydora magna är en ringmaskart som beskrevs av Miles Joseph Berkeley 1927. Polydora magna ingår i släktet Polydora och familjen Spionidae. Inga underarter finns listade i Catalogue of Life.